# James Stevenson
Sir James Stevenson (1873-1926) est un haut fonctionnaire britannique qui met en place, entre 1922 et 1928, le Plan Stevenson, un plan de restriction de l'offre de caoutchouc naturel, afin de faire remonter son prix sur le marché mondial.

## Biographie
La Première Guerre mondiale ayant réduit la demande, un krach des cours du latex se produit en 1921, quand arrivent sur le marché les productions de nombreuses régions. Au cours de la guerre, la production mondiale avait doublé pour atteindre 221 000 tonnes en 1918, de nombreux hévéas plantés dans les années 1910 étant arrivés à maturité. Les cours plongèrent et l'association des producteurs de caoutchouc saisit alors le gouvernement. L'Angleterre contrôlant alors les trois-quarts de l'offre mondiale, grâce à ses plantations de Malaisie, le Plan Stevenson est orchestré dans toutes les colonies anglaises, pour réduire l’offre et fait l'objet d'une loi votée par le parlement de Londres.
Les prix flambèrent dès 1925 : +180 % sur l'année. Le pourcentage exportable fut alors porté en 1926 à 100 %, en vertu du dispositif retenu en 1922, après bien des hésitations et des débats, qui prévoyait une modulation des restrictions en fonction du niveau des cours, en établissant une échelle mobile de l'exportation du caoutchouc d'après les variations des prix. Alors que le krach de 1921 avait fait chuter brutalement le cours mondial à dix cents, il repasse au-dessus du shilling, soit une multiplication par dix en sept ans. Mais dès 1928, après l'abolition du plan, les cours mondiaux retombèrent, chute qui s'aggrave après le krach de 1929.
James Stevenson était un ex-directeur général du distillateur Johnnie Walker, dont il inventa le slogan marketing Né en 1820 et marchant toujours très fort. Devenu haut fonctionnaire chargé de l'approvisionnement en munitions, il est anobli en 1917 pour ses services durant la guerre. En 1921, il devint conseiller de Winston Churchill, le ministre des colonies et futur premier ministre, et fut à ce titre nommé responsable du dossier « crise du caoutchouc ».
En 1912, il a publié une nouvelle, The Kiss of Chance, suivie d'une autre An Incurable Disease, parue dans The Strand Magazine.